# Wit-Russisch-Russisch gasconflict 2004
Het Wit-Russisch-Russisch gasconflict was een commercieel en diplomatiek conflict tussen Wit-Rusland en Rusland dat vooral in 2004 speelde. Het conflict liep uiteindelijk in december 2005 uit op een contract dat het Russische staatsbedrijf Gazprom het eigendomsrecht gaf over de gasleiding Jamal-Europa.

## Aanleiding
Het conflict begon nadat het – toen nog semi-staatsbedrijf – Gazprom in 2003 had laten weten interesse te hebben in het Wit-Russische gasleidingennetwerk Beltransgaz, dat alle pijpleidingen binnen Wit-Rusland beheerde. De Wit-Russische president Aleksandr Loekasjenko weigerde dit ondanks druk op hem door de Russische president Vladimir Poetin. Gazprom liet daarop weten zijn gasprijzen voor Wit-Rusland te willen verhogen van 29,80 dollar naar 80 dollar per 1000 m³. Wit-Rusland zou marktprijzen moeten gaan betalen voor het gas in plaats van gesubsidieerd gas, zoals binnen Rusland het geval was. Iets eerder had Gazproms zusterbedrijf Itera bekendgemaakt een gasleveringscontract te hebben gesloten met Wit-Rusland met een prijs van 46,68 dollar per 1000 m³. Beltransgaz had toen al een schuld van enkele honderden miljoenen bij Gazprom. In december 2003 boden de Russische overheid en Gazprom aan om Beltranzgas over te nemen voor 600 miljoen dollar, waarmee Wit-Rusland zijn oude prijzen kon behouden. Wit-Rusland reageerde daarop door te stellen dat het bedrijf op 5 tot 6 miljard dollar waard was.

## Het conflict

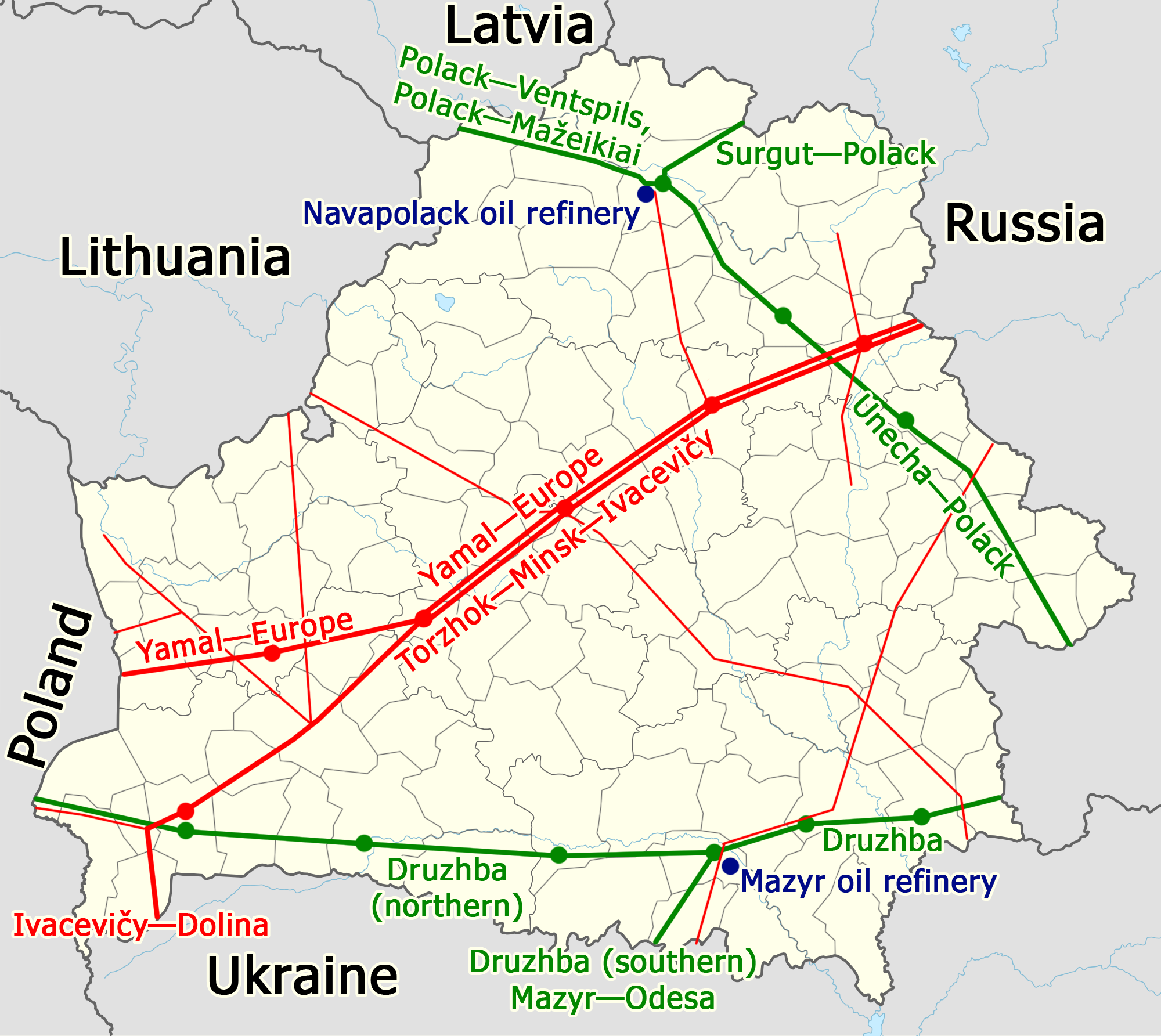
Kaart (uit 2019) met de belangrijkste gas- en oliepijpleidingen in Wit-Rusland (gas=rood, olie=groen)

Op 1 januari 2004 verminderde Gazprom daarop de gasdruk op pijpleidingen richting Wit-Rusland, waarbij alleen gas werd geleverd voor de doorvoer naar Europa. Wit-Rusland reageerde daarop door de doorvoertarieven voor gas van Rusland naar Europa te verhogen naar 1,02 dollar per 1000 m³/100 km. Gazprom weigerde daarop tijdelijk te betalen voor het vervoer. Gazprom beschuldigde Wit-Rusland er bovendien van dat er illegaal gas werd afgetapt. Dit aftappen van het gas gebeurde tijdens de verminderingen van de hoeveelheden gas naar Wit-Rusland door Gazprom: Wit-Russen tapten daarop gas af van de doorvoerleiding van Rusland naar Europa. Toen er eind januari nog geen akkoord was, dreigde Gazprom het gas volledig af te sluiten.
Op 18 februari sloot Gazprom inderdaad alle gastoevoer af naar Wit-Rusland. Dit had tot gevolg dat niet alleen Wit-Rusland, maar ook Polen, oblast Kaliningrad, Letland, Litouwen en Duitsland werden getroffen, daar ook de Jamal-Europa gasleiding werd afgesloten. De dag daarop werd de gasdruk hersteld, maar in de daaropvolgende weken sloot Gazprom het gas nog tweemaal af, om Wit-Rusland te dwingen te onderhandelen.
Onafhankelijke kleinere Russische gasbedrijven voorzagen Wit-Rusland daarop van gas. Deze hadden echter een beperkt exportquotum gekregen van de Russische overheid, waardoor Wit-Rusland op 31 mei  zonder gas dreigde te komen zitten. Overigens waren deze bedrijven vaak ook gedeeltelijk in handen van Gazprom. Begin juni sloten daarom Pjotr Pjatoech van Beltransgaz en Aleksej Miller van Gazprom een contract voor 2004. Op 5 juni ging Loekasjenka naar Sotsji voor besprekingen met Poetin. Verdere besprekingen leidden tot een voorlopig akkoord op 8 juni in Minsk, waarbij verdere besprekingen werden voorgesteld over het groeien van de twee staten tot een unie en waarbij Loekasjenka lage transittarieven beloofde (0,75 dollar per 1000 m³/100 km; Jamal-Europa pijpleiding zelfs 0,46 dollar per 1000 m³/100 km) in ruil voor nieuwe gasleveranties tegen de oude prijs van 46,68 dollar per 1000 m³. Deze prijzen stegen echter met 18% door een btw-tarief dat Rusland hief over het gas vanaf 1 januari 2005 (daarvoor was dit bij het tarief inbegrepen).

## Nieuw contract
Op 27 december 2005 werd er uiteindelijk een contract getekend door afgevaardigde Aleksandr Rjazanov van Gazprom, die het verdrag omschreef als een speciale aanbieding omdat "Rusland en Wit-Rusland in een proces zijn tot de vorming van een gezamenlijke uniestaat, wat het gebruik van gezamenlijke standaarden inhoudt, wanneer financiële en economische parameters voor beide landen ontworpen worden". Het contract liet Wit-Rusland zijn lage tarieven behouden, maar gaf Gazprom de eigendomsrechten over de Jamal-Europa Gasleiding (en een langlopend pachtverdrag voor het grondgebied waarover de pijpleiding loopt). Wit-Rusland kreeg hiernaast schuldenverlichting.
De Jamal-Europa Gasleiding (50% van alle exporten van Russisch gas door Wit-Rusland) was van groot belang voor de export van Russisch gas naar Europa. Andere grote gasleidingen zijn de gasleidingen die door Oekraïne lopen, de Blauwe Stroom en de in aanleg zijnde Noord-Europese Gasleiding.

## Kritiek op het conflict
Buitenlandse analisten spreken al vanaf de aanloop van het conflict over vermeende pogingen van Rusland om het Wit-Russische pijpleidingennetwerk onder controle te krijgen. Loekasjenko's populariteit hangt namelijk mede af van de lage energieprijzen binnen het land. Het verlies van de controle daarover geeft hem minder mogelijkheden om in de toekomst de prijs van energie zelf te bepalen. Het contract werd daarom in 2005 gezien als een overwinning voor Rusland, omdat Wit-Rusland nu niet meer de mogelijkheid had om de Jamal-Europa Gasleiding te gebruiken als politiek wapen.

## Gevolgen
In 2006 betaalde Wit-Rusland daarmee ongeveer 47 dollar per 1000 m³. Voor 2007 eiste Gazprom in december echter 200 dollar per 1000 m³, meer dan 4 keer zoveel. Een compromis werd ook door Gazprom aangeboden; 80 dollar per 1000 m³, indien Wit-Rusland de helft van zijn transportleidingen zou overdragen aan Rusland. Daarbij dreigde Gazprom om opnieuw de toevoer af te sluiten per 1 januari, indien Wit-Rusland niet voor die tijd akkoord zou gaan met een van beide voorstellen. Na onderhandelingen werd de prijs uiteindelijk op 100 dollar per 1000 m³ gesteld en kreeg Rusland bovendien een aandeel van 50% in Beltransgaz. De invoering van deze laatste regeling werd aanvankelijk uitgesteld, maar op 18 mei 2007 werd bekendgemaakt dat Gazprom dit aandeel van 50% zou aankopen van Wit-Rusland over een periode van 4 jaar tot 2010. Elk jaar zou 12,5% worden aangekocht voor de somma van omgerekend 625 miljoen dollar.
De onderhandelingen waren een slag in het gezicht voor Wit-Rusland. Des te meer omdat ook nog overeengekomen werd dat de betaling voor het aandeel in Beltransgaz niet in een keer zou worden betaald, zoals de Wit-Russische regering had gewenst, maar zou worden uitgespreid over vier jaar. Loekasjenko's voorganger en huidige tegenstander Mjetsjyslaw Hryb verklaarde: "Na Moskou's laatste besluiten, zal Wit-Rusland's zogenoemde economische wonder te gronde gaan". Een Russische krant gaf verder aan dat Wit-Rusland door dit contract 10% van zijn jaarlijkse budget verloor. Aangekondigd werd verder dat de jaarlijkse prijs binnen vier jaar moest stijgen tot een "marktconform niveau"; waarschijnlijk was di meer dan 200 dollar per 1000 m³. Dit contract, samen met een eerder contract over de verhoging van de Russische belastingen over de import van Russisch gas, deden politiek econoom Valeri Karbalevitsj verklaren dat Loekasjenko nu voor de moeilijke keuze stond om ofwel zijn land economisch te hervormen, of lijdzaam toe te zien hoe zijn economie langzaam zou instorten.